# Ettingshausen-Nernst-Effekt
Unter dem Namen Ettingshausen-Nernst-Effekt oder auch Nernst-Ettingshausen-Effekt sind zwei physikalische Effekte bekannt, die in der Elektrodynamik, Festkörperphysik und Thermodynamik betrachtet werden. Sie gehören zu den thermomagnetischen Erscheinungen. Der Erste Ettingshausen-Nernst-Effekt ist auch als Nernst-Effekt bekannt.

## Erster Ettingshausen-Nernst-Effekt
Als 1. Ettingshausen-Nernst-Effekt oder Nernst-Effekt. bezeichnet man das Phänomen, dass bei der Einwirkung eines Magnetfeldes auf einen Wärmestrom in einem elektrischen Leiter senkrecht zum Wärmestrom und senkrecht zum Magnetfeld eine elektrische Spannung entsteht. Dies stellt das thermische Analogon zum Hall-Effekt dar.

## Zweiter Ettingshausen-Nernst-Effekt
Der 2. Ettingshausen-Nernst-Effekt betrifft die Erscheinung, dass bei der Einwirkung eines Magnetfeldes auf einen Wärmestrom in einem elektrischen Leiter eine longitudinale Potentialdifferenz (Spannung) entsteht. Die longitudinalen Effekte sind aus Symmetriegründen nicht von der Richtung des Magnetfelds abhängig und damit quadratisch in der Magnetfeldstärke.

## Namensgebung
Die Effekte sind benannt nach den Physikern Albert von Ettingshausen und Walther Nernst, der 1886 als Student bei v. Ettingshausen in Graz auf diesem Gebiet forschte und die Thematik 1887 in seiner Doktorarbeit bei Friedrich Kohlrausch in Würzburg vertiefte.
Die beiden Ettingshausen-Nernst-Effekte sind vom „Ettingshausen-Effekt“ sowie von einem weiteren „Nernst-Effekt“ zu unterscheiden, die galvanomagnetische Effekte sind.

## Originalveröffentlichungen
- Albert von Ettingshausen, Walther Nernst: Ueber das Auftreten electromotorischer Kräfte in Metallplatten, welche von einem Wärmestrome durchflossen werden und sich im magnetischen Felde befinden, Annalen der Physik, Band 265, 1886, S. 343–347, pdf
- Walther Nernst: Ueber die electromotorischen Kräfte, welche durch den Magnetismus in von einem Wärmestrome durchflossenen Metallplatten geweckt werden, (=Dissertation), Annalen der Physik, Band 267, 1887, S. 760–789, pdf
- Albert von Ettingshausen: Bemerkungen zu dem Aufsatze "Ueber eine neue polare Wirkung des Magnetismus auf die galvanische Wärme in gewissen Substanzen", Annalen der Physik, Band 269, 1887, S. 126–128, pdf
- Albert von Ettingshausen: Ueber den Einfluss magnetischer Kräfte auf die Art der Wärmeleitung von Wismuth, Annalen der Physik, Band 269, 1887, S. 129–136, pdf
- Albert von Ettingshausen, Walther Nernst: Ueber das thermische und galvanische Verhalten einiger Wismuth-Zinn-Legirungen im magnetischen Felde, Annalen der Physik, Band 269, 1888, S. 474–492, pdf